# Dalmas (saint)
Pour les articles homonymes, voir Dalmas.
Saint Dalmas (†580) est un ecclésiastique du VIe siècle, troisième évêque de Rodez (524/525 à 580).

## Biographie
Troisième évêque de Rodez, il est mentionné comme signataire du concile de Clermont en 535. Il se rendit plusieurs fois dans le nord, à la cour de Thibert Ier, en « opérant des miracles » sur la route. C'est le type de sainteté épiscopale et aristocratique, la mieux reconnue à cette époque. Est-ce en raison de ses relations avec le pouvoir ou en raison de la richesse relative du Rouergue qu'il peut entreprendre la construction d'une cathédrale ?
Mécontent de son œuvre il la fit refaire plusieurs fois et la laissa inachevée. Le roi Childebert II doit intervenir pour régler sa succession, en effet nombre de membres du clergé et d'archidiacres du diocèse se disputent cette dernière. Il laisse à sa mort une œuvre de patronage d'églises importante, une organisation paroissiale quasi complète et une christianisation dominante en Rouergue.